# Club Deportivo y Social Enfoque
Club Deportivo y Social Enfoque, eller bara CDS Enfoque, är en fotbollsklubb från staden Machalí, strax utanför Rancagua, i regionen O'Higgins i Chile. Klubben bildades den 7 november 2007 och gjorde debut i det nationella seriesystemet 2009 när klubben började spela i den fjärde högsta divisionen i landet, Tercera B. Säsongen 2011 nådde de den tredje omgången av Copa Chile 2011 som endast ett av två lag från Tercera B eller lägre.